# Таурунум
Таурунум је римско насеље у провинцији Доња Панонија, које се налазило на територији данашњег Земуна, тачније на Гардошком брегу, а обухватало је тврђаву, цивилно насеље (у почетку лат. canabae) и некрополу. Развило се на старијем келтском утврђењу током 1. и трајало до 4. века. Чинио га је кастел дунавске флоте, као и цивилно насеље. Од остатака материјалне културе откривени су остаци фортификације, гробна архитектура и епиграфски споменици, рељефи, оставе новца и сл.